# وصاية دولية

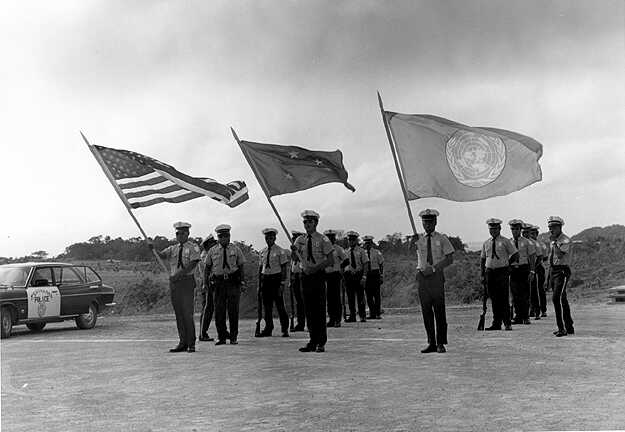

وصاية دولية هي شكل من أشكال الاستعمار، ابتكرته الدول المنتصرة في الحرب العالمية الثانية تحت غطاء الأمم المتحدة ليحل مكان نظام الانتداب الذي أسسته عصبة الأمم، وتدار عن طريق الوصاية الدولية المناطق والأقاليم التي تحت الوصاية. والغرض الظاهري من النظام هو النهوض بالتقدم السياسي والاقتصادي والاجتماعي للأقاليم وتطورها نحو الحكم الذاتي وتقرير المصير للاستقلال و تشجيع احترام حقوق الإنسان والحريات الأساسية والاعتراف باستقلال شعوب العالم. يُشرف على نظام الوصاية مجلس الوصاية في الأمم المتحدة. و طبق هذا النوع الاستعماري في ليبيا وتوغو والكاميرون.

## وصلات خارجية
- ميثاق الأمم المتحدة في نظام الوصاية الدولي